# Ministero del tesoro, del bilancio e della programmazione economica
Il Ministero del tesoro, del bilancio e della programmazione economica è stato un dicastero del Governo italiano, operativo dal 1998 al 2001.

## Storia
Istituito dal d.lgs. 430/1997 attraverso l'accorpamento del Ministero del tesoro e del Ministero del bilancio e della programmazione economica, il dicastero divenne operativo il 1º gennaio 1998, nel corso del governo Prodi I; sin dal 1996, peraltro, ad entrambi i dicasteri era stato preposto uno stesso ministro, Carlo Azeglio Ciampi, poi confermato alla guida del nuovo ministero.
Le funzioni dei due precedenti dicasteri furono così trasferite al Ministero del tesoro, del bilancio e della programmazione economica, le cui prerogative furono puntualmente disciplinate. In particolare, esso era competente in materia di:
- politica economica, finanziaria e di bilancio, da esercitarsi in funzione anche del rispetto dei vincoli di convergenza e di stabilità derivanti dall'appartenenza dell'Italia all'Unione europea;
- programmazione degli investimenti pubblici e interventi per lo sviluppo economico territoriale e settoriale;
- politiche di coesione, compresi gli interventi diretti al perseguimento degli obiettivi fissati in sede comunitaria e all'utilizzo dei relativi fondi.

Al ministero spettava poi coordinare la spesa pubblica e verificarne gli andamenti, svolgendo i controlli previsti dalla legge, nonché assicurare al governo il supporto tecnico, conoscitivo ed operativo per l'elaborazione delle politiche generali e di settore, con riguardo all'impostazione e alla definizione degli interventi di finanza pubblica.
L'articolazione interna del dicastero fu regolamentata dal DPR 38/1998, organizzato in quattro dipartimenti:
- Dipartimento del tesoro;
- Dipartimento della Ragioneria generale dello Stato;
- Dipartimento per le politiche di sviluppo e di coesione;
- Dipartimento dell'amministrazione generale, del personale e dei servizi del tesoro.

La riforma Bassanini del 1999 (d.lgs. 300/1999) dispose l'ulteriore unificazione del Ministero del bilancio e della programmazione economica con il Ministero delle finanze, dando luogo al Ministero dell'economia e delle finanze, operativo dal giugno 2001.